# Thorectes puncticollis
Thorectes puncticollis là một loài bọ cánh cứng trong họ Geotrupidae. Loài này được miêu tả khoa học năm 1845 bởi Lucas.